# Franz Fischer (Journalist)
Franz Fischer (* 17. Oktober 1912 in Klosterneuburg; † 30. September 1983 in Wien) war ein österreichischer Journalist und Staatsbeamter.

## Leben
Nach der Matura 1930 am Gymnasium in Klosterneuburg studierte Franz Fischer Rechtswissenschaften an der Universität Wien und wurde 1935 zum Dr. iur. promoviert. Von 1935 bis 1940 war Fischer Angestellter einer Versicherungsgesellschaft, von 1940 bis Kriegsende war er im Militärdienst.
Von 1946 bis 1966 war er Pressereferent im Bundesministerium für soziale Verwaltung, Organisator der Schulspeisung und Gründer des österreichischen UNICEF-Komitees. Von 1966 bis 1968 war er Pressechef des österreichischen Bundespräsidenten, dann bis 1972 Leiter der Kulturabteilung des Bundespressedienstes. Ab 1972 bis zu seiner Pensionierung 1977 war er Sektionschef des Bundespressedienstes.
Franz Fischer war auch als Schriftsteller tätig.
Sein Bruder war der Schauspieler O. W. Fischer.

## Werke
- Das Mädchen Italia (1948)